# Izotopy tennessinu
Tennessin (117Ts) je umělý prvek, v přírodě se nevyskytuje. První objevené izotopy byly v roce 2009 293Ts a 294Ts. Tento prvek je vůbec nejnověji objevený.
Jsou známy 4 izotopy tennessinu, s nukleonovými čísly 291 až 294.

## Seznam izotopů
| symbol nuklidu | Z(p) | N(n) | hmotnost izotopu (u) | poločas přeměny | způsob(y) přeměny | produkt(y) přeměny | jaderný spin |
| -------------- | ---- | ---- | -------------------- | --------------- | ----------------- | ------------------ | ------------ |
| 291Ts          | 117  | 174  | 291,205 54(68)       |                 | α ?               | 287Mc              |              |
| 291Ts          | 117  | 174  | 291,205 54(68)       | SF ?            | různé             |                    |              |
| 292Ts          | 117  | 175  | 292,207 46(75)       |                 | α                 | 288Mc              |              |
| 292Ts          | 117  | 175  | 292,207 46(75)       | SF              | různé             |                    |              |
| 293Ts          | 117  | 176  | 293,208 24(89)       | 14 +11 -4 ms    | α                 | 289Mc              |              |
| 293Ts          | 117  | 176  | 293,208 24(89)       | 14 +11 -4 ms    | SF                | různé              |              |
| 294Ts          | 117  | 177  | 294,210 46(74)       | 0,08 +37 -4 s   | α                 | 290Mc              |              |